# 圣马力诺社会党
圣马力诺社会党（意大利语：Partito Socialista Sammarinese，缩写为PSS）是圣马力诺的一个已不存在的政党，最初为社会主义政党，后来转变为社会民主党。其意大利对应党为意大利社会党。它是社会党国际的成员。
该党最初成立于1892年。1926年，因反对法西斯统治而被取缔。在1940年代—1950年代，该党与圣马力诺共产党关系密切，并组成执政联盟“自由委员会”，这导致党内的温和派在1957年分裂，成立了圣马力诺独立民主社会党。后来，该党逐渐疏远圣马力诺共产党，并与圣马力诺天主教民主党和圣马力诺独立民主社会党结盟。1978年—1986年，该党与圣马力诺社会党、统一社会党—社会主义协议结盟，组成联合政府。
在2001年大选中，该党赢得了24.2%的选票，并获得大议会60个席位中的15个，加入圣马力诺天主教民主党领导的执政联盟，直到2005年，当时该党与民主人士党（起源于圣马力诺共产党）合并为社会主义者和民主人士党。这一合并导致该党的中间派另立新社会党。